# Penicillium albicans
Penicillium albicans Bainier – gatunek grzybów z klasy Eurotiomycetes. Mikroskopijne grzyby strzępkowe.

## Systematyka i nazewnictwo
Pozycja w klasyfikacji według Index Fungorum: Penicillium, Aspergillaceae, Eurotiales, Eurotiomycetidae, Eurotiomycetes, Pezizomycotina, Ascomycota, Fungi.
Po raz pierwszy opisał go w 1907 roku Georges Bainier na wilgotnej słomie we Francji i nadana przez niego nazwa naukowa jest ważna.

## Występowanie
Grzyb glebowy. W Polsce wyizolowano go z ziemi na plantacjach uprawnych jęczmienia, żyta i pszenicy.